# Lữ Ngọc Cư
Lữ Ngọc Cư (sinh năm 1955) là một chính khách Việt Nam. Ông từng giữ chức vụ Chủ tịch UBND tỉnh kiêm Phó Bí thư Tỉnh ủy Đắk Lắk. Ông từng là đại biểu Quốc hội Việt Nam khóa X thuộc đoàn đại biểu Đắk Lắk.

## Tiểu sử
- Ông sinh năm 1955, quê ở Quảng Ngãi), trình độ học vấn Đại học. Trước 2006, ông là Chủ tịch UBND tỉnh Đắk Lắk nhiệm kỳ (2001 - 2006). Sau đó ông được bầu làm Chủ tịch UBND kiêm Phó Bí thư tỉnh Đắk Lắk nhiệm kỳ (2011 - 2016).
- Ông được vào Đảng Cộng sản Việt Nam vào ngày 6 tháng 9,1973.
- Là Đại biểu của Quốc hội khóa X,XI.

## Quá trình công tác
02/1968-10/1974: Tham gia cách mạng tại xã Phổ Phong, huyện Đức Phổ, tỉnh Quảng Ngãi; trong thời gian này làm: Thôn trưởng, Bí thư Xã đoàn; xã ủy viên, Phó Ban An ninh xã Phổ Phong - huyện Đức Phổ - tỉnh Quảng Ngãi
11/1974-02/1975: Đi học tại trường T74 của Khu ủy Khu 5 tại Trà My - Quảng Nam
3/1975-02/1976: Bí thư Chi bộ xã Hòa Thắng, thị xã Buôn Mê Thuột, tỉnh Đắk Lắk
3/1976-10/1981: Cán bộ Ban Tổ chức Thị ủy, Thị ủy viên, Chánh Văn phòng Thị ủy thị xã Buôn Mê Thuột, tỉnh Đắk Lắk
11/1981-3/1984: Đi học trường Đảng cao cấp Nguyễn Ái Quốc Hà Nội (nay là Học viện Chính trị - Hành chính Quốc gia Hồ Chí Minh)
4/1984-3/1989: Ủy viên Ban Thường vụ Thị ủy, Trưởng ban Tổ chức Thị ủy thị xã Buôn Mê Thuột, tỉnh Đắk Lắk
3/1994-3/1996: Ủy viên Ban Thường vụ Tỉnh ủy, Bí thư Thành ủy, Chủ tịch HĐND thành phố Buôn Mê Thuột, tỉnh Đắk Lắk
3/1996-3/2006: Ủy viên Ban Thường vụ Tỉnh ủy, Bí thư Đảng ủy Công an tỉnh, Đại tá - Giám đốc Công an tỉnh; Đại biểu Quốc hội khóa X, khóa XI; Đại biểu HĐND tỉnh khóa IV, V, VI, VII
12/2005: Được bầu làm Phó Bí thư Tỉnh ủy Đắk Lắk khóa XIV (nhiệm kỳ 2005-2010)
9/02/2006: Được thăng quân hàm Thiếu tướng An ninh nhân dân
02/2006: Được bầu làm Chủ tịch Ủy ban nhân dân tỉnh Đắk Lắk
10/2010: Được bầu làm Phó Bí thư Tỉnh ủy Đắk Lắk khóa XIV (nhiệm kỳ 2010-2015)
6/2011: Được bầu làm Chủ tịch Ủy ban nhân dân tỉnh Đắk Lắk khóa VIII (nhiệm kỳ 2011-2016)
5 tháng 10 năm 2012: Ông bị kỷ luật thôi chức Chủ tịch UBND tỉnh Đak lăk điều về giữ chức vụ Ủy viên chuyên trách của Ban chỉ đạo Tây Nguyên.

## Khen thưởng
Huân chương Chiến công hạng Ba, Huân chương Lao động hạng Ba 

## Kỷ luật
Trước đó, vào hồi tháng 3/2012, Ủy ban Kiểm tra Trung ương đã có quyết định thi hành kỷ luật đối với ông Lữ Ngọc Cư bằng hình thức cảnh cáo do để xảy ra một số sai phạm.
Theo đó, ông Cư đã chủ trương cho Công ty TNHH Thương mại và Sản xuất Lộc Phát khảo sát lập dự án trồng cao su tại khu vực rừng phòng hộ đầu nguồn, đồng thời chủ trương giao cho Công ty TNHH MTV Quản lý đô thị và Môi trường tỉnh làm chủ đầu tư nhiều dự án, trong đó có dự án nâng cấp, mở rộng đường Trần Quý Cáp, TP. Buôn Ma Thuột, sử dụng nguồn vốn đầu tư trái phiếu Chính phủ (từ nguồn vốn dự phòng của dự án đầu tư xây dựng bệnh viện Đa khoa vùng Tây Nguyên).
Ông Lữ Ngọc Cư cũng đã quyết định cấp giấy phép, công nhận điều lệ và cho phép thành lập Quỹ tình thương tự nguyện hoạt động trong phạm vi rộng, quyên góp và nhận tiền tài trợ của các tổ chức trong nước và nước ngoài; quyết định tách Quỹ Đầu tư phát triển thành đơn vị hoạt động độc lập và bổ nhiệm giám đốc mà không báo cáo Thường trực, Ban Thường vụ Tỉnh ủy.
Ngoài ra, ông Cư còn thiếu gương mẫu trong việc đứng tên vay ngân hàng với số tiền lớn trên địa bàn tỉnh, để vợ mua đi bán lại nhiều nhà đất, không báo cáo đầy đủ việc làm trên của vợ với tổ chức đảng, vi phạm Quy định về những điều đảng viên không được làm.